# 機張郡

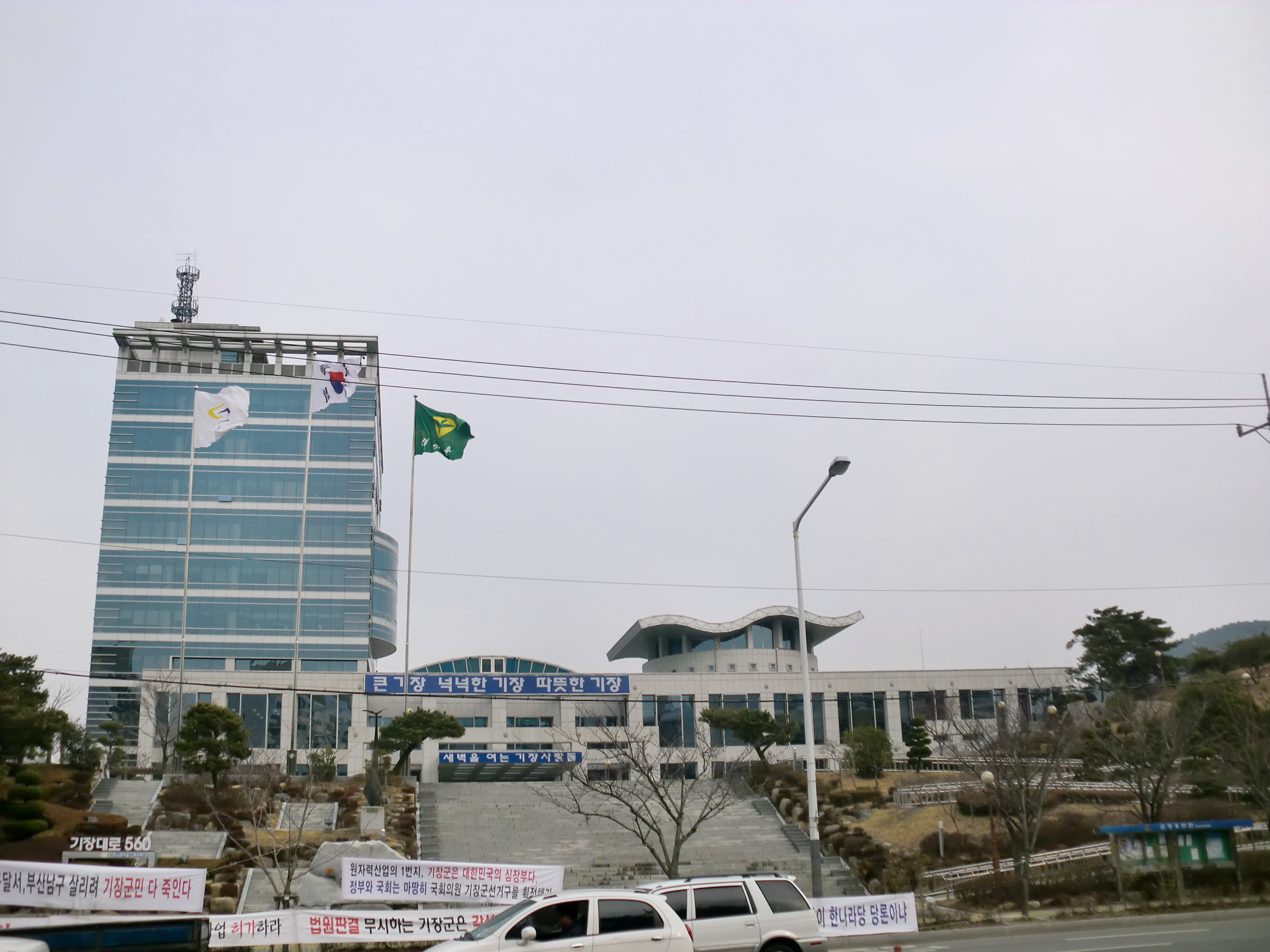
機張郡庁

機張郡（キジャンぐん）は、大韓民国釜山広域市の北東部にある郡。

## 歴史

### 由来
旧名は「甲火良谷」であった。のちには漢字名を「機張」と定める。「車城」という別名もある。

### 年表
- 新羅時代 甲火良谷県として発足。
- 757年 機張県に改称。
- 1018年 蔚州に属する。
- 1304年 梁州に属する。
- 1391年 州県に昇格。
- 1599年 機張県廃止。南部地域は東莱県に、北部地域は蔚山都護府に編入。
- 1617年 東莱県の一部が分立し、機張県再設置。
- 1681年 蔚山の一部を編入。
- 1895年 二十三府制により、東莱府機張郡になる。
  - 邑内面・南面・東面・中北面・下西面・下北面・上西面・上北面
- 1896年 - 慶尚南道に編入された。
- 1914年4月1日 - 東萊郡に編入された。邑内面と南面が機張面に、中北面南部と東面を日光面に、上北面と中北面北部が長安面に、下西面北部と下北面が鼎冠面に、下西面南部と上西面が鉄馬面に統合され、旧機張郡域は東莱郡管轄の5面に統廃合。
- 1963年1月1日 - 旧機張郡域を除く東莱郡全域が釜山直轄市に編入。このとき、機張面松亭里（現・海雲台区松亭洞）を釜山直轄市に編入。
- 1973年7月1日 - 東莱郡廃止により、梁山郡に編入。
- 1980年12月1日 - 機張面が機張邑に昇格。
- 1985年10月1日 - 長安面が長安邑に昇格。
- 1986年11月1日 - 旧機張郡域を管轄する梁山郡東部事務所を設置。
- 1995年3月1日 - 慶尚南道梁山郡東部事務所に所属する機張邑・長安邑・日光面・鼎冠面・鉄馬面が梁山郡から分離し、釜山広域市機張郡が発足。（2邑3面）
- 2009年7月1日 - 釜山広域市が自治体として初めて公企業である機張都市施設公団設立。
- 2012年11月18日 - 機張歴史テーマパーク着工
- 2014年 - 韓国プロ野球殿堂着工
- 2015年9月23日 - 鼎冠面が鼎冠邑に昇格。（3邑2面）
- 2022年4月1日 - 日光面が日光邑に昇格[2]。（4邑1面）

## 行政
機張郡の人口は2016年12月末の住民登録基準によると15万8527人で、機張邑と鼎冠邑に機張郡全体の人口の80％以上が居住する。

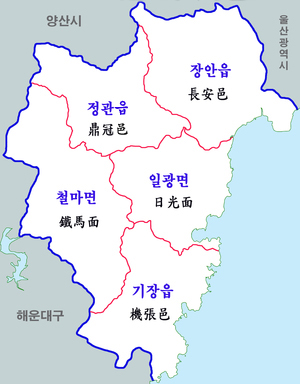
行政区域図

4の行政邑、1の行政面からなる。
| 邑・面 | 法定里 |
| ------ | --- |
| 機張邑 | 東部里、校里、新川里、竹城里、西部里、大羅里、清江里、大辺里、蓮花里、万化里、石山里、堂社里、侍郎里、内里 |
| 長安邑 | 佐川里、孝岩里、古里、佐東里、長安里、徳仙里、龍沼里、奇龍里、鳴礼里、月内里、盤龍里、林浪里、五里、吉川里 |
| 鼎冠邑 | 芳谷里、梅鶴里、林谷里、月坪里、達山里、屏山里、茅田里、龍岫里、斗明里、礼林里                             |
| 日光邑 | 三聖里、伊川里、鶴里、冬栢里、文中里、新平里、七岩里、文東里、青光里、院里、花田里、横渓里、龍川里         |
| 鉄馬面 | 瓦余里、長田里、栢吉里、送亭里、熊川里、蓮亀里、九七里、耳谷里、古村里、安平里、林基里                     |

### 警察
- 釜山機張警察署（日光邑にある）

### 消防
- 機張消防署（鼎冠邑にある）
  - 鼎冠119安全センター（消防署と兼用）
  - 機張119安全センター

## 教育
- 韓国ポリテク大学
  - 韓国ポリテク7大学
- 高等学校
  - 長安第一高等学校
  - 釜山長安高等学校
  - 機張高等学校
  - 新鼎高等学校
- 中学校
  - 機張中学校
  - 大淸中学校
  - 茅田中学校
  - 釜山中央中学校
  - 新鼎中学校
  - 日光中学校
  - 長安中学校
  - 鼎冠中学校

## 産業

### 漁業

#### 行政機関
- 国立水産科学院
- 水産人材育成センター

#### 漁港
- 国家漁港: 大辺港
- 地方漁港: 鶴里港・月内港・冬柏港・伊東港・黄鶴港
- 漁村定住漁港: 中洞港・東岩港

## 交通

### 鉄道
- 東海線
  - オシリア駅 - 機張駅 - 日光駅 - 佐川駅 - 月内駅
- 釜山都市鉄道4号線
  - 古村駅 - 安平駅

### 高速道路
- 釜山-蔚山高速道路
  - 機張インターチェンジ - 長安インターチェンジ